# ارنزدال‌گمنگ
ارنزدال‌گمنگ (به لوکزامبورگی: Ärenzdallgemeng) یک شهرداری در استان دیکریش کشور دوک‌نشین لوکزامبورگ است که ۳۹٫۷۶ کیلومترمربع مساحت دارد و جمعیت آن در سال ۲۰۰۹ میلادی ۲۰۸۵ نفر بوده‌است.

## تاریخچه
نام ارنزدال این منطقه برگرفته از دره ارنز (Ärenz) و رودخانه وایس ایرنز (Wäiss Iernz) است. بر اساس قانون مصوبه ۳۰ می ۲۰۱۱ شهرداری ارنزدال رسماً از تاریخ ۱ ژانویه ۲۰۱۲ به عنوان شهرداری، جایگرین سه شهرداری ارمسدورف (Ermsdorf)، مدرناخ (Medernach)، و ارنزدال (Ärenzdall) گردید  و از این پس ۲ شهرداری سابق ارمسدورف و مدرناخ جزئی از بخش‌های زیر مجموعه این شهرداری بحساب می‌آیند  .

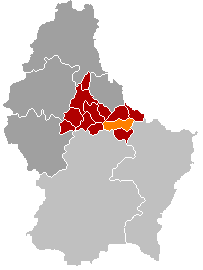
ارمسدورف
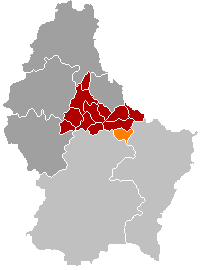
مدرناخ
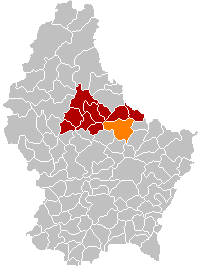
ارزندال

## بخش‌ها

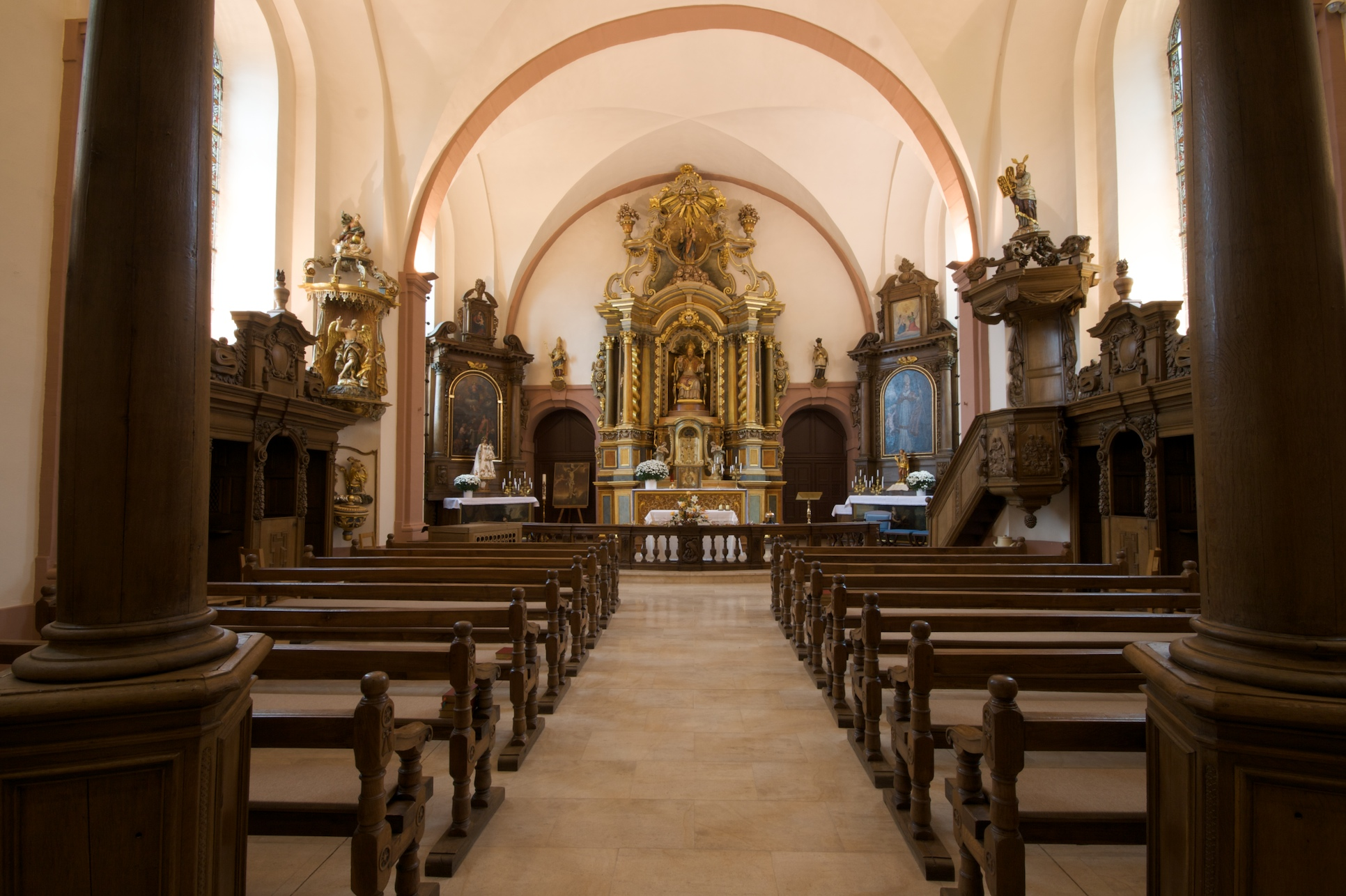
کلیسای کاتولیک بخش اپلدورف

شهرداری ارنزدال‌گمنگ دارای ۲۱ بخش زیر می‌باشد:

### بخش‌های شهرداری ارمسدورف
از زیرمجموعه‌های شهرداری سابق ارمسدورف :
- اپلدورف (Eppelduerf)
- ارمسدورف (Iermsdref)
- فولکندانژ (Folkendeng)
- کایولباخ (Keiwelbaach)
- اشتئن (Steeën)

### بخش‌های شهرداری مدرناخ
SpiSchouM12.JPG

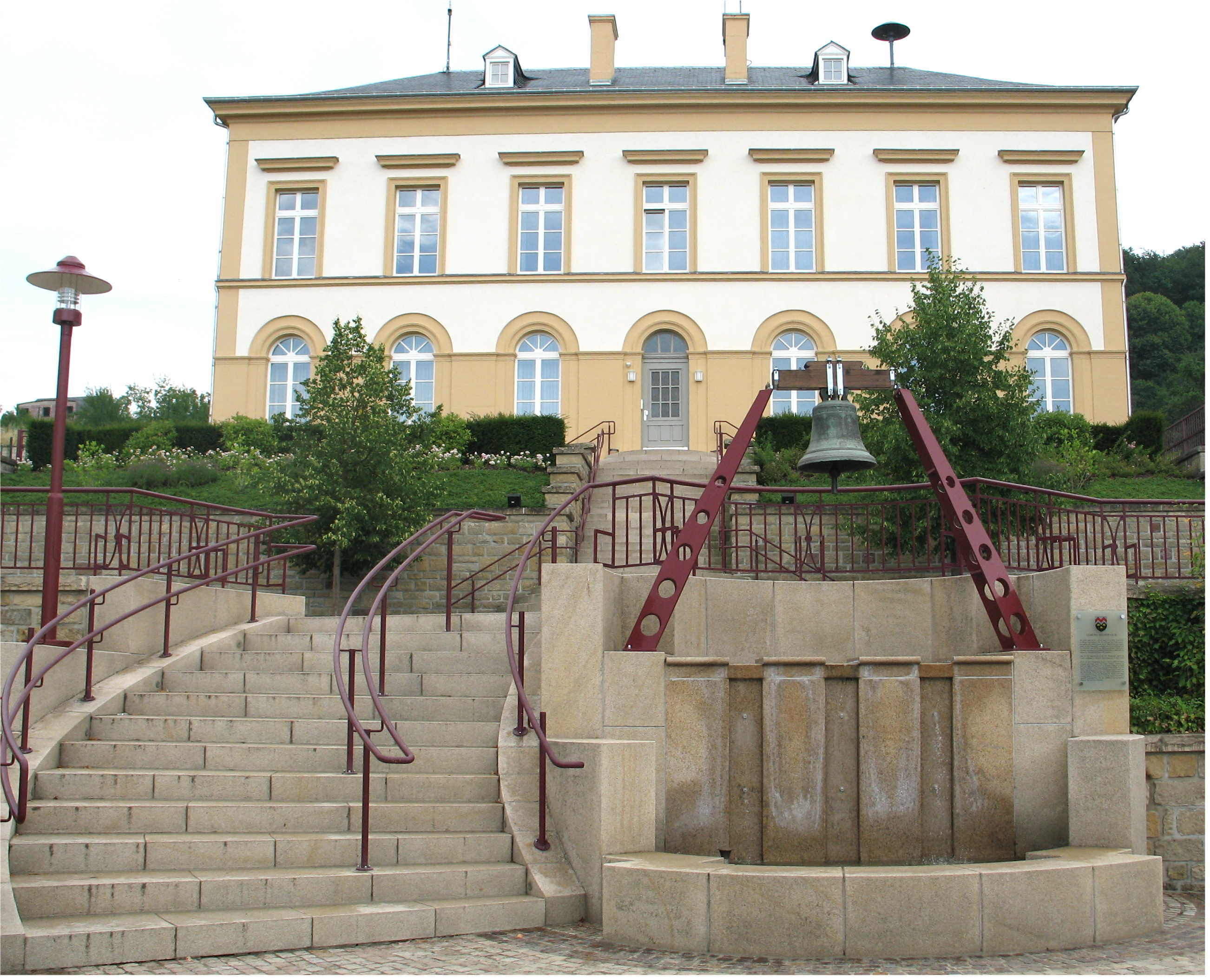
مدرسه مدرناخ

از زیرمجموعه‌های شهرداری سابق مدرناخ :
- مدرناخ (Miedernach)
- مارکسبیرژ (Marxbierg)
- اوستربور (Ousterbur)
- پلتشت (Pletschette)
- زاولبورن (Savelborn)
- کیتزبور (Kitzebur)
- باکسمیلن (Backesmillen)
- بریشرهک (Bricherheck)
- بریشرهاف (Bricherhaff)
- گیلشر (Gilcher)
- هسمیلن (Hessemillen)
- هوسبیرژ (Hoossebierg)
- موردهاف (Moderhaff)
- نایمیلین (Neimillen)
- رایزرمیلن (Reisermillen)
- اشپیربریش (Spierberich)